# オリンパス μ850SW
オリンパス μ850SWとは、オリンパス光学工業のデジタルスチルカメラ、μシリーズの一機種である。

## 仕様
- 形式 ： デジタルカメラ
- 記録方式（静止画） ： JPEG（DCF準拠）、Exif 2.2対応、DPOF対応、PRINT Image Matching Ⅱ対応
- 記録方式（動画） ： AVI Motion JPEG
- 記録媒体 ： xDピクチャーカード（16MB-2GB）、内蔵メモリー(14.8MB)、microSD(HC)(MASD-1使用時)
- 有効画素数 ： 800万画素
- 最大画像サイズ ： 3264×2448（px）
- 本体重量 ：136g